# Morti nel 2012/Ottobre
| Questa pagina contiene informazioni ricavate automaticamente dalle voci biografiche con l'ausilio del template Bio e di un bot. L'aggiornamento è periodico e automatico e ricostruisce completamente la pagina. Se manca una persona in questa lista, sei pregato di non aggiungerla, ma accertati piuttosto che la sua voce biografica contenga il template Bio e che i dati anagrafici siano correttamente compilati. Se il template Bio manca, inseriscilo tu stesso o, in alternativa, metti l'avviso {{tmp\|Bio}} che ne segnala la mancanza. Se i dati riportati sono sbagliati, correggi direttamente la voce biografica; le modifiche saranno visibili in questa lista entro pochi giorni. Per chiarimenti vedi il progetto biografie. La lista contiene solo le 152 persone che sono citate nell'enciclopedia e per le quali è stato implementato correttamente il template Bio. Pagina aggiornata al 10 giu 2025. |

- 1º ottobre - Dirk Bach, attore, comico e conduttore televisivo tedesco (n. 1961)
- 1º ottobre - Oscar Bonivento, compositore di scacchi italiano (n. 1914)
- 1º ottobre - Luigi Galliani, calciatore italiano (n. 1921)
- 1º ottobre - Eric Hobsbawm, storico e scrittore britannico (n. 1917)
- 1º ottobre - Hammy McMeechan, calciatore australiano (n. 1941)
- 1º ottobre - Moshe Sanbar, economista israeliano (n. 1926)
- 1º ottobre - Emanuele Sanna, politico italiano (n. 1943)
- 1º ottobre - Shlomo Venezia, scrittore e superstite dell'Olocausto italiano (n. 1923)
- 3 ottobre - Leszek Kamiński, cestista polacco (n. 1929)
- 3 ottobre - Francesco Soliano, politico italiano (n. 1924)
- 3 ottobre - Farrell Till, insegnante e giornalista statunitense (n. 1933)
- 4 ottobre - Alfio Andronico, matematico e informatico italiano (n. 1935)
- 4 ottobre - Hans Höglund, pesista svedese (n. 1952)
- 5 ottobre - István Gyurasits, cestista ungherese (n. 1946)
- 5 ottobre - Claude Pinoteau, regista, sceneggiatore e produttore cinematografico francese (n. 1925)
- 5 ottobre - Ibérico Saint-Jean, militare e avvocato argentino (n. 1922)
- 5 ottobre - Massimo Vannucci, politico italiano (n. 1957)
- 6 ottobre - Chadli Bendjedid, politico e militare algerino (n. 1929)
- 6 ottobre - Maria Simonetta Bondoni Pastorio, storica dell'arte italiana (n. 1954)
- 6 ottobre - Georges Casolari, calciatore francese (n. 1941)
- 6 ottobre - Antonio Cisneros, poeta peruviano (n. 1942)
- 6 ottobre - Gérard Gropaiz, nuotatore francese (n. 1943)
- 6 ottobre - Mario Moretti, drammaturgo, attore e regista teatrale italiano (n. 1929)
- 7 ottobre - Mervyn M. Dymally, politico statunitense (n. 1926)
- 7 ottobre - Heriberto Lazcano, criminale messicano (n. 1974)
- 7 ottobre - Ivo Michiels, scrittore e giornalista belga (n. 1923)
- 7 ottobre - Ignazio Moncada, artista e ceramista italiano (n. 1932)
- 8 ottobre - Donnie Butcher, cestista e allenatore di pallacanestro statunitense (n. 1936)
- 8 ottobre - Rafael Lesmes, calciatore spagnolo (n. 1926)
- 8 ottobre - Eric Lomax, scrittore e militare scozzese (n. 1919)
- 8 ottobre - Ken Sansom, attore e doppiatore statunitense (n. 1927)
- 8 ottobre - Vittorio Santini, militare italiano (n. 1920)
- 8 ottobre - Donato Scutari, politico italiano (n. 1925)
- 8 ottobre - John Tchicai, sassofonista e compositore danese (n. 1936)
- 9 ottobre - Kenneth Bartholomew, pattinatore di velocità su ghiaccio statunitense (n. 1920)
- 9 ottobre - Paddy Roy Bates, militare e conduttore radiofonico britannico (n. 1921)
- 9 ottobre - Stefan Leletko, sollevatore polacco (n. 1953)
- 9 ottobre - Theo Olof, violinista e docente olandese (n. 1924)
- 9 ottobre - Kenny Rollins, cestista statunitense (n. 1923)
- 9 ottobre - Harris Savides, direttore della fotografia statunitense (n. 1957)
- 9 ottobre - Michel Schwalbé, violinista polacco (n. 1919)
- 10 ottobre - Sam Gibbons, politico statunitense (n. 1920)
- 10 ottobre - Jos Huysmans, ciclista su strada, pistard e dirigente sportivo belga (n. 1941)
- 10 ottobre - Alex Karras, giocatore di football americano, wrestler e attore statunitense (n. 1935)
- 10 ottobre - Piotr Lenartowicz, filosofo e medico polacco (n. 1934)
- 10 ottobre - Carla Porta Musa, scrittrice, saggista e poetessa italiana (n. 1902)
- 10 ottobre - Basil L. Plumley, militare statunitense (n. 1920)
- 10 ottobre - Mike Singleton, autore di videogiochi britannico (n. 1951)
- 10 ottobre - Eligio Valentino, canoista italiano (n. 1925)
- 11 ottobre - Maria Assunta Alexandroff Bassi, scrittrice italiana (n. 1925)
- 11 ottobre - Pier Ugo Calzolari, ingegnere italiano (n. 1938)
- 11 ottobre - Lorenzo D'Ambrosio, scenografo italiano (n. 1952)
- 11 ottobre - Helmut Haller, calciatore tedesco (n. 1939)
- 11 ottobre - Bob Hughes, nuotatore e pallanuotista statunitense (n. 1930)
- 11 ottobre - Ernst Lindner, calciatore tedesco orientale (n. 1935)
- 11 ottobre - Edgar Negret, scultore colombiano (n. 1920)
- 11 ottobre - Aldo Pinchera, medico italiano (n. 1934)
- 11 ottobre - Pietro Ribisi, mafioso italiano (n. 1951)
- 12 ottobre - Ervin Kassai, cestista e arbitro di pallacanestro ungherese (n. 1925)
- 13 ottobre - Gary Collins, attore e conduttore televisivo statunitense (n. 1938)
- 13 ottobre - Eduardo de Gregorio, sceneggiatore, regista cinematografico e dialoghista argentino (n. 1942)
- 14 ottobre - Michael Asher, artista statunitense (n. 1943)
- 14 ottobre - Alberto Caperna, giurista e magistrato italiano (n. 1951)
- 14 ottobre - Lilli Greco, produttore discografico, compositore e musicista italiano (n. 1934)
- 14 ottobre - Eddie Russo, pilota automobilistico statunitense (n. 1925)
- 14 ottobre - Arlen Specter, politico e avvocato statunitense (n. 1930)
- 14 ottobre - Odorico Leovigildo Sáiz Pérez, vescovo cattolico spagnolo (n. 1912)
- 15 ottobre - Claude Cheysson, diplomatico e politico francese (n. 1920)
- 15 ottobre - Vladimir Čonč, calciatore jugoslavo (n. 1928)
- 15 ottobre - Werther Cornieti, arbitro di calcio e dirigente sportivo italiano (n. 1947)
- 15 ottobre - Fritz Haller, architetto e designer svizzero (n. 1924)
- 15 ottobre - Norodom Sihanouk, re cambogiano (n. 1922)
- 15 ottobre - Franco Panizon, pediatra italiano (n. 1925)
- 15 ottobre - Alberto Reif, calciatore italiano (n. 1946)
- 16 ottobre - Sunny Anastasi, calciatore maltese (n. 1934)
- 16 ottobre - Aleksandr Koškin, pugile sovietico (n. 1959)
- 16 ottobre - Frank Moore Cross, docente statunitense (n. 1921)
- 17 ottobre - Émile Allais, sciatore alpino, allenatore di sci alpino e dirigente sportivo francese (n. 1912)
- 17 ottobre - Antonio Caruso, politico italiano (n. 1926)
- 17 ottobre - Henry Friedlander, storico tedesco (n. 1930)
- 17 ottobre - Sylvia Kristel, attrice olandese (n. 1952)
- 17 ottobre - Francesco Saba Sardi, scrittore, curatore editoriale e traduttore italiano (n. 1922)
- 17 ottobre - Jiří Soják, botanico cecoslovacco (n. 1936)
- 17 ottobre - Karin Stoltenberg, politica e biologa norvegese (n. 1931)
- 17 ottobre - Kōji Wakamatsu, regista giapponese (n. 1936)
- 18 ottobre - Marvin Lambert, wrestler statunitense (n. 1977)
- 18 ottobre - Slater Martin, cestista e allenatore di pallacanestro statunitense (n. 1925)
- 19 ottobre - Raymond Dumais, vescovo cattolico canadese (n. 1950)
- 19 ottobre - Mike Graham, wrestler statunitense (n. 1951)
- 19 ottobre - Hans Kniewasser, sciatore alpino austriaco (n. 1951)
- 19 ottobre - Fiorenzo Magni, ciclista su strada, pistard e dirigente sportivo italiano (n. 1920)
- 19 ottobre - Achille Serrao, poeta, scrittore e critico letterario italiano (n. 1936)
- 20 ottobre - Carmine Adamo, pittore italiano (n. 1919)
- 20 ottobre - Caio Mario Coluzzi Bartoccioni, biologo e epidemiologo italiano (n. 1938)
- 20 ottobre - Paul Kurtz, filosofo statunitense (n. 1925)
- 20 ottobre - John McConnell, attivista statunitense (n. 1915)
- 20 ottobre - Joe Melia, attore britannico (n. 1935)
- 20 ottobre - Bruno Randazzo, politico italiano (n. 1936)
- 20 ottobre - Edward Donnall Thomas, chirurgo statunitense (n. 1920)
- 21 ottobre - Yash Chopra, regista e produttore cinematografico indiano (n. 1932)
- 21 ottobre - J. Duncan M. Derrett, insegnante e giurista britannico (n. 1922)
- 21 ottobre - George McGovern, politico e storico statunitense (n. 1922)
- 21 ottobre - Djuro Šorgić, calciatore jugoslavo (n. 1948)
- 22 ottobre - Marcello Cini, fisico e ambientalista italiano (n. 1923)
- 22 ottobre - Carolyn Conwell, attrice statunitense (n. 1930)
- 22 ottobre - Russell Means, attivista e attore statunitense (n. 1939)
- 22 ottobre - Wilson Whineray, rugbista a 15 e dirigente d'azienda neozelandese (n. 1935)
- 23 ottobre - Wilhelm Brasse, fotografo polacco (n. 1917)
- 23 ottobre - Corrado Lojacono, cantante, attore e compositore italiano (n. 1924)
- 24 ottobre - Anita Björk, attrice svedese (n. 1923)
- 24 ottobre - Jeff Blatnick, lottatore statunitense (n. 1957)
- 24 ottobre - Olivier d'Ormesson, politico francese (n. 1918)
- 24 ottobre - Margaret Osborne duPont, tennista statunitense (n. 1918)
- 24 ottobre - Flora Ruchat Roncati, architetto svizzero (n. 1937)
- 24 ottobre - Francesco Sobrero, politico italiano (n. 1925)
- 25 ottobre - Jacques Barzun, storico francese (n. 1907)
- 25 ottobre - Cesare Canevari, regista cinematografico e sceneggiatore italiano (n. 1927)
- 25 ottobre - John Connelly, calciatore inglese (n. 1938)
- 25 ottobre - Piermassimiliano Dotto, rugbista a 15 italiano (n. 1970)
- 25 ottobre - Emiliano Farina, allenatore di calcio e calciatore italiano (n. 1928)
- 25 ottobre - Emanuel Steward, allenatore di pugilato statunitense (n. 1944)
- 25 ottobre - Joop Stokkermans, compositore e pianista olandese (n. 1937)
- 26 ottobre - Vincenzo Baldassi, politico, giornalista e partigiano italiano (n. 1924)
- 26 ottobre - Luigi Dadda, informatico e ingegnere italiano (n. 1923)
- 26 ottobre - John M. Johansen, architetto statunitense (n. 1916)
- 26 ottobre - Eloy Gutiérrez Menoyo, rivoluzionario e guerrigliero spagnolo (n. 1934)
- 26 ottobre - Naoki Miyamoto, goista giapponese (n. 1934)
- 26 ottobre - Sergio Nuti, montatore e regista italiano (n. 1945)
- 26 ottobre - Björn Sieber, sciatore alpino austriaco (n. 1989)
- 27 ottobre - Angelo Maria Cicolani, politico e ingegnere italiano (n. 1952)
- 27 ottobre - Hans Werner Henze, compositore tedesco (n. 1926)
- 27 ottobre - Ettore Sordini, pittore italiano (n. 1934)
- 27 ottobre - Göran Stangertz, attore e regista televisivo svedese (n. 1944)
- 28 ottobre - Merry Anders, attrice statunitense (n. 1934)
- 28 ottobre - Terry Callier, chitarrista e cantautore statunitense (n. 1945)
- 28 ottobre - Mel Spence, velocista e mezzofondista giamaicano (n. 1936)
- 28 ottobre - Gaetano Tumiati, giornalista, scrittore e critico letterario italiano (n. 1918)
- 29 ottobre - Mario Bini, ammiraglio italiano (n. 1918)
- 29 ottobre - Valerie Davies, aracnologa australiana (n. 1920)
- 29 ottobre - Cordelia Edvardson, giornalista e scrittrice tedesca (n. 1929)
- 29 ottobre - Giuseppe Giacovazzo, giornalista, scrittore e politico italiano (n. 1925)
- 29 ottobre - Albano Harguindeguy, generale, politico e criminale argentino (n. 1927)
- 29 ottobre - Wallace Sargent, astronomo statunitense (n. 1935)
- 30 ottobre - Franck Biancheri, politico francese (n. 1961)
- 30 ottobre - Stefano Giovanardi, critico letterario italiano (n. 1949)
- 30 ottobre - Dan Tieman, cestista e allenatore di pallacanestro statunitense (n. 1940)
- 30 ottobre - Lebbeus Woods, architetto e artista statunitense (n. 1940)
- 31 ottobre - Gae Aulenti, designer e architetta italiana (n. 1927)
- 31 ottobre - Alain Diagne, cestista senegalese
- 31 ottobre - John Fitch, pilota automobilistico e ingegnere statunitense (n. 1917)
- 31 ottobre - Faustino Sainz Muñoz, arcivescovo cattolico spagnolo (n. 1937)
- 31 ottobre - Konstantin Vyrupaev, lottatore sovietico (n. 1930)